# Dolenja vas pri Mirni Peči
Dolenja vas pri Mirni Peči – wieś w Słowenii, w gminie Mirna Peč. W 2018 roku liczyła 89 mieszkańców.